# 5th Gear
| Оценки критиков      | Оценки критиков |
| Источник             | Оценка          |
| -------------------- | --------------- |
| About.com            | [ 1 ]           |
| Allmusic             | [ 2 ]           |
| BBC Music            | (average)       |
| Country Weekly       | (favorable)     |
| Entertainment Weekly | B+              |
| The Phoenix          | [ 6 ]           |
| Plugged In           | (unfavorable)   |
| Robert Christgau     | [ 8 ]           |
| Rolling Stone        | [ 9 ]           |
| Slant                | [ 10 ]          |

5th Gear — пятый студийный альбом американского кантри-певца и автора-исполнителя Брэда Пейсли, изданный 16 августа 2007 года на лейбле Arista Nashville. Диск достиг платинового статуса RIAA и стал № 1 в кантри-чарте Top Country Albums (США). Диск был номинирован в категории Лучший альбомом года на церемонии Country Music Association (CMA Awards в категории Album of the Year for 2007).
На 50-й церемонии «Грэмми» был номинирован в категории Лучший кантри-альбом года.

## История
Альбом вышел 16 августа 2007 года на студии Arista Nashville. Брэд Пейсли был соавтором почти всех песен, продюсером альбома был Фрэнк Роджерс. Диск достиг № 3 в хит-параде Billboard 200, а также диск стал № 1 в кантри-чарте Top Country Albums (в 3-й раз в карьере певца во главе этого хит-парада). Все пять синглов с альбома стали № 1 в кантри-чарте США: «Ticks» (восьмой чарттоппер певца), «Online», «Letter to Me», «I’m Still a Guy» и «Waitin' on a Woman» (12-й чарттоппер). «Waitin' on a Woman» стал для Пейсли 8-м подряд лидером кантри-чарта, что зарегистрировано в качестве рекорда с момента начала цифровой эры Nielsen SoundScan с 1990 года.
Альбом получил платиновый статус RIAA и в целом положительные отзывы музыкальных критиков и интернет-изданий, например, от таких как Slant, AllMusic, About.com.
Альбом дебютировал на третьем месте Billboard 200 с тиражом 197,000 копий. 9 апреля 2008 года 5th Gear был сертифицирован в платиновом статусе RIAA.

## Список композиций
| №                   | Название                                                | Автор(ы)                                    | Длительность |
| ------------------- | ------------------------------------------------------- | ------------------------------------------- | ------------ |
| 1.                  | «All I Wanted Was a Car»                                | Brad Paisley, Chris DuBois, Kelley Lovelace | 4:05         |
| 2.                  | «Ticks»                                                 | Paisley, Tim Owens, Lovelace                | 4:33         |
| 3.                  | «Online»                                                | Paisley, DuBois, Lovelace                   | 4:56         |
| 4.                  | «Letter to Me»                                          | Paisley                                     | 4:41         |
| 5.                  | «I'm Still a Guy»                                       | Paisley, Lovelace, Lee Thomas Miller        | 4:11         |
| 6.                  | «Some Mistakes»                                         | Paisley, Owens                              | 4:57         |
| 7.                  | «It Did»                                                | Jim Collins, Marv Green                     | 3:55         |
| 8.                  | «Mr. Policeman»                                         | Paisley, Jim Beavers, DuBois                | 4:15         |
| 9.                  | «If Love Was a Plane»                                   | Paisley                                     | 3:56         |
| 10.                 | «Oh Love» (duet with Carrie Underwood)                  | Hillary Lindsey, Aimee Mayo, Gordie Sampson | 4:11         |
| 11.                 | «Better Than This»                                      | DuBois, David Lee Murphy, Trent Willmon     | 3:12         |
| 12.                 | «With You, Without You»                                 | Paisley, Casey Beathard, DuBois             | 4:54         |
| 13.                 | «Previously» (feat. the Kung Pao Buckaroos)             |                                             | 0:55         |
| 14.                 | «Bigger Fish to Fry» (feat. the Kung Pao Buckaroos)     | Steve Bogard, Jeff Stevens                  | 4:25         |
| 15.                 | «When We All Get to Heaven»                             | Eliza Hewitt, Emily Wilson                  | 3:54         |
| 16.                 | «Throttleneck» (instrumental)                           | Paisley, Frank Rogers, Ben Sesar            | 5:16         |
| 17.                 | «Outtake 1» (hidden track)                              |                                             | 0:26         |
| 18.                 | «Outtake 2» (hidden track)                              |                                             | 0:46         |
| 19.                 | «Waitin' on a Woman» (available on later releases only) | Don Sampson, Wynn Varble                    | 5:03         |
| Общая длительность: | Общая длительность:                                     | Общая длительность:                         | 67:48        |

## Чарты

### Альбом
| Чарт (2007)                       | Высшая позиция |
| --------------------------------- | -------------- |
| U.S. Billboard Top Country Albums | 1              |
| U.S. Billboard 200                | 3              |
| Canadian Albums Chart             | 5              |

### Синглы
| Год                    | Сингл                | Высшая позиция в чарте | Высшая позиция в чарте | Высшая позиция в чарте | Высшая позиция в чарте |
| Год                    | Сингл                | US Country             | US                     | US Pop                 | CAN                    |
| ---------------------- | -------------------- | ---------------------- | ---------------------- | ---------------------- | ---------------------- |
| 2007                   | «Ticks»              | 1                      | 40                     | 48                     | 33                     |
| 2007                   | «Online»             | 1                      | 39                     | 89                     | 50                     |
| 2007                   | «Letter to Me»       | 1                      | 40                     | 81                     | 51                     |
| 2008                   | «I'm Still a Guy»    | 1                      | 33                     | 66                     | 54                     |
| 2008                   | «Waitin' on a Woman» | 1                      | 44                     | —                      | 59                     |
| «—» отсутствие в чарте |                      |                        |                        |                        |                        |

## Сертификации
| Регион     | Сертификаты |
| ---------- | ----------- |
| США (RIAA) | Платиновый  |